# TurboWarp
TurboWarp는 스크래치 프로젝트를 자바스크립트로 컴파일하여 매우 빠르게 실행할 수 있도록 해주는 스크래치의 모드이다.
"https://turbowarp.org/[프로젝트 ID]/"를 이용해 스크래치의 프로젝트를 TurboWarp로 실행시킬 수 있다.
관련 프로젝트로는 TurboWarp Desktop과 TurboWarp Packager가 있다.
forkphorus를 제작한 스크래처 GarboMuffin에 의해 제작되었다.

## 용도
TurboWarp는 스크래치의 프로젝트를 스크래치 웹사이트에 비해 더 빠른 속도로 실행할 수 있다는 특징 때문에 다음과 같은 프로젝트를 실행할 때 사용한다.
- 스크립트가 많고, 스크래치에서 로딩이 오래 걸리는 프로젝트

- 펜 기능을 사용한 프로젝트
- 3D 프로젝트
- 공유되지 않은 프로젝트(현재는 더 이상 공유되지 않은 프로젝트를 볼 수 없다.)

## 고급 설정

### 60 FPS (사용자 지정 FPS)
보통 스크래치에서의 프레임률은 30이나, 60FPS로 스크립트를 실행시킬 수 있다.
다만, 본 기능을 추가하면, 프로젝트가 2배로 실행되기 때문에, 옳게 동작하지 않을 수 있다.

### 보간하기
스프라이트의 움직임을 보간해 프로젝트를 더 부드럽게 실행할 수 있다.
60FPS와는 다르게, 2배로 실행하지 않는다.
펜 기능을 사용하는 프로젝트에서는 사용하지 않는 것을 추천하고 있다.

### 펜 품질 올리기
펜 프로젝트를 더 높은 해상도로 그리고 편집기에서 일부 좌표 반올림을 비활성화한다.

### 워프 타이머
스크립트가 긴 루프에 빠져 있는지를 확인한다.
루프가 종료할 때까지 움직이지 못하게 하는 것을 피해, 낮은 프레임워크로 실행하는 것으로, 거의 모든 크래시를 수정한다.

### 무제한 복제본
스크래치의 300개의 복제본 제한을 끈다.

### 무대 밖 동작 제한 풀기
스프라이트를 무대 밖에 나가게 할 수 있다.
또한, 크기를 제한 없이 늘리거나 줄일 수 있다.

### 기타 몇몇 제한 풀기
효과 제한과 펜 크기 제한을 제거한다.

### 무대 크기 변경하기
스크래치 무대 크기를 480x360외에 다른 것으로 바꾼다.

### 컴파일러 끄기
TurboWarp의 컴파일러를 끈다. 프로젝트를 편집하는 동안 스크립트를 바로 업데이트하도록 이 기능을 실행할 수 있다.
만약 어떤 기능인지 정확하게 알지 못하는 경우 끄지 않는 것을 권장하고 있다.

## 애드온 설정
TurboWarp에서는 애드온 설정을 할 수 있다. 애드온 설정을 통해 스크래치 애드온의 기능들을 사용할 수 있다.

## 공유되지 않은 프로젝트
TurboWarp에서는 스크래치에서 공유되지 않은 프로젝트를 실행할 수 있다. TurboWarp는 이가 TurboWarp의 오류가 아닌 스크래치 API의 오류라 설명하였다. 또한, TurboWarp에서 공유되지 않은 프로젝트를 볼 수 없도록 설정하더라도, API를 통해 접근할 수 있다는 것은 여전하기 때문에 의미가 없다고 주장하였다. 따라서 스크래치에서 공유되지 않은 프로젝트를 보호하려면, 우선 URL을 노출하지 않아야 하고, 이미 URL이 노출되었다면 프로젝트의 모든 스크립트와 스프라이트를 삭제해야 한다고 알렸다.
22년 6월 1일, TurboWarp, forkphorus, 패키저, 제3자 사이트에서 공유되지 않은 프로젝트를 불러오는 것은 스크래치 API가 공유되지 않은 프로젝트를 언젠간 실제로 비공개되도록 변경되어 불가능해질 것이라고 알렸다. 따라서 앞으로는 TurboWarp 등을 통해 공유되지 않은 프로젝트를 조회하는 건 불가능해질 것이다.

## TurboWarp Desktop
TurboWarp를 데스크톱 상에서 이용할 수 있으며 오프라인에서도 작동할 수 있다. 스크래치 앱에 대응하는 기능이다.
윈도우, 맥 OS, 리눅스에서 사용할 수 있다. ChromeOS, 안드로이드, iOS, iPadOS에서는 크롬, 삼성 인터넷 등을 통해 웹 앱으로 TurboWarp를 사용할 수 있다,

## 임베드 코드
TurboWarp에서는 스크래치와 같이 HTML 형식의 임베드 코드가 있다. 예시는 아래와 같다.
```
<
iframe
 
src
=
"https://turbowarp.org/414716080/embed"
 
width
=
"499"
 
height
=
"416"
 
allowtransparency
=
"true"
 
frameborder
=
"0"
 
scrolling
=
"no"
 
allowfullscreen
></
iframe
>

```

## 같이 보기
- 스크래치